# جون فورمان (سياسي)
جون فورمان هو قاضي وسياسي كندي، ولد في 2 يوليو 1798، وتوفي في 23 أغسطس 1832. انتخب عضو مجلس نواب نوفا سكوتيا.